# Manco Cápac (película)
Manco Cápac es una película dramática peruana de 2020 dirigida por Henry Vallejo. 

## Sinopsis
Elisban arriba a la ciudad de Puno para encontrarse con su amigo Hermógenes, con quien debería laborar, pero un retraso lo estropea todo. Sin techo ni recursos económicos, subsiste realizando tareas ocasionales y precarias en una ciudad que intensifica su sensación de aislamiento en cada instante. La inercia de seguir adelante con sus pasos podría conducirlo hacia un futuro más prometedor.

## Reparto
En la película han actuado:
- Jesus Eduardo Luque Colque
- Gaby Huaywa
- Mario Velásquez
- Yiliana Chong
- Leonardo Villa
- Henry Peláez
- Sol Calatayud
- Julissa Paredes

## Festivales
La película ha participado en:
- Festival Straight Jacket Guerrilla. Selección oficial (Londres, 2020)[1]
- 24.º Festival del Cine de Lima PUCP[2]

## Premios y galardones
- Película seleccionada para representar al Perú, en los premios Oscar 2022.[3]
- "Grand Prix du Jury", Festival de cinema peruvien, Paris-abril 2022.
- "Premio del Publico" Festival de Cine latinoamericano en Lenguas Originarias, Cusco-marzo 2022.
- Festival People of Color, International Exchange. Ganador (Nueva York, 2020)[1]
- Festival Tokyo Lift Off  2020. Finalista de la Selección oficial (Japón, 2020)[1]
- Premios Apreci 2020: mejor película, mejor guion y mejor actor protagonista.[4]
- Premio Luces a la Mejor película (2020)[5]
- Festival Internacional de Cine de las Alturas 2022/ Gran premio del jurado/ Mejor largometraje de ficción para "Manco Cápac".